# Atalanta Bergamasca Calcio 1986-1987
Questa voce raccoglie le informazioni riguardanti l'Atalanta Bergamasca Calcio nelle competizioni ufficiali della stagione 1986-1987.

## Stagione
Nella stagione 1986-1987 il campionato per la squadra atalantina è stato negativo poiché culmina con la retrocessione nella serie cadetta, con 21 punti al penultimo posto, scende con l'Udinese che è partita con 9 punti di penalità ed il Brescia. Si sono messi in evidenza a Bergamo con 9 reti a testa Marino Magrin delle quali 7 in campionato e 2 in Coppa Italia, e Giuseppe Incocciati con 4 reti in Coppa Italia e 5 in campionato.
Mentre in Coppa Italia i nerazzurri di Nedo Sonetti raggiungono la finale eliminando Palermo, Messina, Genoa e la concittadina Virescit nel primo turno a gironi, nel sesto girone di qualificazione. Negli ottavi di finale estromette la Casertana, mentre al turno successivo tocca al Parma di Arrigo Sacchi. In semifinale affronta e batte la Cremonese, mentre in finale deve arrendersi nel doppio confronto con il Napoli. Il fatto che i partenopei si fossero da un mese laureati per la prima volta nella loro storia campioni d'Italia, permette all'Atalanta di qualificarsi alla competizione europea della Coppa delle Coppe nella prossima stagione.

## Organigramma societario
Area direttiva
- Presidente: Cesare Bortolotti
- Vice presidente: Enzo Sensi
- Amministratore delegato: Franco Morotti

Area organizzativa
- Segretario generale: Giacomo Randazzo
- Accompagnatore ufficiale: Luciano Passirani
- Addetto stampa: Maurizio Bucarelli

Area tecnica
- Direttore sportivo: Franco Landri
- Allenatore: Nedo Sonetti
- Vice allenatore: Zaccaria Cometti
- Preparatori atletici: Feliciano Di Blasi

Area sanitaria
- Resp. medico: Danilo Tagliabue
- Staff medico: Attilio Riva
- Massaggiatori: Renzo Cividini

## Rosa

Rossi interviene in scivolata sul bresciano Turchetta nel derby lombardo del 12 aprile 1987

| N. |                   | Ruolo | Calciatore        |
| -- | ----------------- | ----- | ----------------- |
|    | Italia (bandiera) | P     | Nello Malizia     |
|    | Italia (bandiera) | P     | Ottorino Piotti   |
|    | Italia (bandiera) | D     | Costanzo Barcella |
|    | Italia (bandiera) | D     | Simone Boldini    |
|    | Italia (bandiera) | D     | Carmine Gentile   |
|    | Italia (bandiera) | D     | Carlo Osti        |
|    | Italia (bandiera) | D     | Luigino Pasciullo |
|    | Italia (bandiera) | D     | Eugenio Perico    |
|    | Italia (bandiera) | D     | Domenico Progna   |
|    | Italia (bandiera) | D     | Paolo Rizzi       |
|    | Italia (bandiera) | D     | Gianpaolo Rossi   |
|    | Italia (bandiera) | C     | Walter Bonacina   |

| N. |                        | Ruolo | Calciatore               |
| -- | ---------------------- | ----- | ------------------------ |
|    | Italia (bandiera)      | C     | Diego Bortoluzzi         |
|    | Italia (bandiera)      | C     | Riccardo Bracaloni       |
|    | Italia (bandiera)      | C     | Andrea Icardi            |
|    | Italia (bandiera)      | C     | Bruno Limido             |
|    | Italia (bandiera)      | C     | Marino Magrin (capitano) |
|    | Italia (bandiera)      | C     | Cesare Prandelli         |
|    | Svezia (bandiera)      | C     | Glenn Peter Strömberg    |
|    | Italia (bandiera)      | A     | Aldo Cantarutti          |
|    | Italia (bandiera)      | A     | Giuseppe Compagno        |
|    | Inghilterra (bandiera) | A     | Trevor Francis           |
|    | Italia (bandiera)      | A     | Giuseppe Incocciati      |
|    | Italia (bandiera)      | A     | Lamberto Piovanelli      |

## Risultati

### Serie A

#### Girone di andata
| Arbitro: | Redini (Pisa) |

|                      |           |  |
| Prandelli 41’ (aut.) | Marcatori |  |

| Arbitro: | Lanese (Messina) |

|  |           |               |
|  | Marcatori | 44’ Ancelotti |

| Arbitro: | Agnolin (Bassano del Grappa) |

|                               |           |                |
| Di Bartolomei 18’ Massaro 28’ | Marcatori | 85’ Cantarutti |

| Arbitro: | Baldas (Trieste) |

|                   |           |  |
| Magrin 78’ (rig.) | Marcatori |  |

| Bergamo 12 ottobre 1986 5ª giornata | Atalanta          | 0 – 0 referto | Ascoli | Stadio Comunale\| Arbitro: \| Sguizzato (Udine) \| |
| Arbitro:                            | Sguizzato (Udine) |               |        |                                                    |

| Arbitro: | Lombardo (Marsala) |

|                                   |           |                               |
| Volpecina 20’ Maradona 65’ (rig.) | Marcatori | 30’ Cantarutti 80’ Incocciati |

| Arbitro: | Mattei (Macerata) |

|  |           |                    |
|  | Marcatori | 52’ Comi 55’ Kieft |

| Arbitro: | Baldi (Roma) |

|                          |           |            |
| Di Gennaro 44’ Galia 54’ | Marcatori | 42’ Magrin |

| Bergamo 9 novembre 1986 9ª giornata | Atalanta         | 0 – 0 referto | Como | Stadio Comunale\| Arbitro: \| Casarin (Milano) \| |
| Arbitro:                            | Casarin (Milano) |               |      |                                                   |

| Arbitro: | Lanese (Messina) |

|                      |           |  |
| Bonini 7’ Serena 82’ | Marcatori |  |

| Arbitro: | Pairetto (Torino) |

|                |           |  |
| Incocciati 17’ | Marcatori |  |

| Arbitro: | Longhi (Roma) |

|              |           |  |
| Graziani 71’ | Marcatori |  |

| Arbitro: | Paparesta (Bari) |

|               |           |                 |
| Prandelli 39’ | Marcatori | 73’ (aut.) Osti |

| Arbitro: | Mattei (Macerata) |

|           |           |  |
| Fanna 18’ | Marcatori |  |

| Arbitro: | Sguizzato (Verona) |

|                              |           |  |
| Francis 6’ Magrin 72’ (rig.) | Marcatori |  |

#### Girone di ritorno
| Arbitro: | Boschi (Parma) |

|                   |           |  |
| Magrin 35’ (rig.) | Marcatori |  |

| Arbitro: | Baldas (Trieste) |

|                                                       |           |                                 |
| Berggreen 14’ Di Carlo 55’ Pruzzo 69’ M. Agostini 88’ | Marcatori | 28’ (aut.) Boniek 37’ Stromberg |

| Arbitro: | Agnolin (Bassano del Grappa) |

|                   |           |                 |
| Magrin 69’ (rig.) | Marcatori | 31’, 75’ Virdis |

| Empoli 22 febbraio 1987 19ª giornata | Empoli             | 0 – 0 referto | Atalanta | Stadio Carlo Castellani\| Arbitro: \| Sguizzato (Verona) \| |
| Arbitro:                             | Sguizzato (Verona) |               |          |                                                             |

| Arbitro: | Redini (Pisa) |

|                                 |           |            |
| Vincenzi 55’ M. Giovannelli 61’ | Marcatori | 48’ Magrin |

| Arbitro: | Bergamo (Livorno) |

|  |           |              |
|  | Marcatori | 12’ Giordano |

| Torino 15 marzo 1987 22ª giornata | Torino        | 0 – 0 referto | Atalanta | Stadio Comunale\| Arbitro: \| Longhi (Roma) \| |
| Arbitro:                          | Longhi (Roma) |               |          |                                                |

| Arbitro: | Pieri (Genoa) |

|                   |           |  |
| Magrin 67’ (rig.) | Marcatori |  |

| Arbitro: | D'Elia (Salerno) |

|                    |           |              |
| Borgonovo 17’, 70’ | Marcatori | 71’ Strömbeg |

| Bergamo 5 aprile 1987 25ª giornata | Atalanta      | 0 – 0 referto | Juventus | Stadio Comunale\| Arbitro: \| Longhi (Roma) \| |
| Arbitro:                           | Longhi (Roma) |               |          |                                                |

| Arbitro: | Lanese (Messina) |

|            |           |  |
| Gritti 42’ | Marcatori |  |

| Arbitro: | Pieri (Genova) |

|                                               |           |                      |
| Bonacina 5’ Incocciati 39’, 60’ Strömberg 58’ | Marcatori | 15’, 73’ Criscimanni |

| Arbitro: | Pairetto (Torino) |

|                             |           |                |
| Dirceu 43’ P. Benedetti 57’ | Marcatori | 62’ Incocciati |

| Arbitro: | Lombardo (Marsala) |

|                     |           |  |
| R. Ferri 36’ (aut.) | Marcatori |  |

| Arbitro: | Lanese (Messina) |

|                  |           |  |
| A. Di Chiara 89’ | Marcatori |  |

### Coppa Italia

#### Sesto girone
| Arbitro: | Bruschini (Firenze) |

|                                   |           |           |
| Nunziata 1’ (aut.) Incocciati 11’ | Marcatori | 62’ Carlo |

| Arbitro: | Baldi (Roma) |

|  |           |                                        |
|  | Marcatori | 7’ Incocciati 83’ Barcella 85’ Francis |

| Bergamo 31 agosto 1986 3ª giornata | Atalanta                  | 0 – 0 | Genoa | Stadio Comunale\| Arbitro: \| Pezzella (Frattamaggiore) \| |
| Arbitro:                           | Pezzella (Frattamaggiore) |       |       |                                                            |

| Arbitro: | Boschi (Parma) |

|                                      |           |                                         |
| Orati 18’ Gobbo 51’ S. Schillaci 63’ | Marcatori | 57’ Magrin 64’ Cantarutti 69’ Strömberg |

| Brescia 7 settembre 1986 5ª giornata | Brescia          | 0 – 0 | Atalanta | Stadio Mario Rigamonti\| Arbitro: \| Casarin (Milano) \| |
| Arbitro:                             | Casarin (Milano) |       |          |                                                          |

#### Fase finale
| Arbitro: | Gava (Conegliano) |

|                        |           |             |
| Progna 11’ Francis 76’ | Marcatori | 32’ Genzano |

| Caserta 8 aprile 1987 Ottavi di finale - Ritorno | Casertana           | 0 – 0 | Atalanta | Stadio Alberto Pinto\| Arbitro: \| Lamorgese (Potenza) \| |
| Arbitro:                                         | Lamorgese (Potenza) |       |          |                                                           |

| Arbitro: | Coppetelli (Tivoli) |

|            |           |  |
| Magrin 65’ | Marcatori |  |

| Parma 6 maggio 1987 Quarti di finale - Ritorno | Parma             | 0 – 0 | Atalanta | Stadio Ennio Tardini\| Arbitro: \| Mattei (Macerata) \| |
| Arbitro:                                       | Mattei (Macerata) |       |          |                                                         |

| Arbitro: | Casarin (Milano) |

|                     |           |  |
| Incocciati 75’, 82’ | Marcatori |  |

| Cremona 3 giugno 1987 Semifinale - Ritorno | Cremonese        | 0 – 0 | Atalanta | Stadio Giovanni Zini\| Arbitro: \| Paparesta (Bari) \| |
| Arbitro:                                   | Paparesta (Bari) |       |          |                                                        |

| Arbitro: | Redini (Pisa) |

|                               |           |  |
| Renica 67’ Muro 71’ Bagni 77’ | Marcatori |  |

| Arbitro: | Longhi (Roma) |

|  |           |              |
|  | Marcatori | 85’ Giordano |

## Statistiche

### Statistiche di squadra
| Competizione | Punti | In casa | In casa | In casa | In casa | In casa | In casa | In trasferta | In trasferta | In trasferta | In trasferta | In trasferta | In trasferta | Totale | Totale | Totale | Totale | Totale | Totale | DR  |
| Competizione | Punti | G       | V       | N       | P       | Gf      | Gs      | G            | V            | N            | P            | Gf           | Gs           | G      | V      | N      | P      | Gf     | Gs     | DR  |
| ------------ | ----- | ------- | ------- | ------- | ------- | ------- | ------- | ------------ | ------------ | ------------ | ------------ | ------------ | ------------ | ------ | ------ | ------ | ------ | ------ | ------ | --- |
| Serie A      | 21    | 15      | 7       | 4       | 4       | 13      | 9       | 15           | 0            | 3            | 12           | 9            | 23           | 30     | 7      | 7      | 16     | 22     | 32     | -10 |
| Coppa Italia |       | 6       | 4       | 1       | 1       | 7       | 3       | 7            | 1            | 5            | 1            | 6            | 6            | 13     | 5      | 6      | 2      | 13     | 9      | +4  |

### Statistiche dei giocatori
| Giocatore     | Serie A  | Serie A | Serie A     | Serie A    | Coppa Italia | Coppa Italia | Coppa Italia | Coppa Italia | Totale   | Totale | Totale      | Totale     |
| Giocatore     | Presenze | Reti    | Ammonizioni | Espulsioni | Presenze     | Reti         | Ammonizioni  | Espulsioni   | Presenze | Reti   | Ammonizioni | Espulsioni |
| ------------- | -------- | ------- | ----------- | ---------- | ------------ | ------------ | ------------ | ------------ | -------- | ------ | ----------- | ---------- |
| C. Barcella   | 27       | 0       | ?           | ?          | 8            | 1            | ?            | ?            | 35       | 1      | ?           | ?          |
| S. Boldini    | 11       | 0       | ?           | ?          | 5            | 0            | ?            | ?            | 16       | 0      | ?           | ?          |
| W. Bonacina   | 24       | 1       | ?           | ?          | 12           | 0            | ?            | ?            | 36       | 1      | ?           | ?          |
| D. Bortoluzzi | 1        | 0       | ?           | ?          | 3            | 0            | ?            | ?            | 4        | 0      | ?           | ?          |
| R. Bracaloni  | 0        | 0       | 0           | 0          | 2            | 0            | ?            | ?            | 2        | 0      | 0+          | 0+         |
| A. Cantarutti | 12       | 2       | ?           | ?          | 6            | 1            | ?            | ?            | 18       | 3      | ?           | ?          |
| G. Compagno   | 8        | 0       | ?           | ?          | 6            | 0            | ?            | ?            | 14       | 0      | ?           | ?          |
| T. Francis    | 21       | 1       | ?           | ?          | 9            | 2            | ?            | ?            | 30       | 3      | ?           | ?          |
| C. Gentile    | 18       | 0       | ?           | ?          | 10           | 0            | ?            | ?            | 28       | 0      | ?           | ?          |
| A. Icardi     | 24       | 0       | ?           | ?          | 11           | 0            | ?            | ?            | 35       | 0      | ?           | ?          |
| G. Incocciati | 26       | 5       | ?           | ?          | 11           | 4            | ?            | ?            | 37       | 9      | ?           | ?          |
| B. Limido     | 18       | 0       | ?           | ?          | 9            | 0            | ?            | ?            | 27       | 0      | ?           | ?          |
| M. Magrin     | 29       | 7       | ?           | ?          | 12           | 2            | ?            | ?            | 41       | 9      | ?           | ?          |
| N. Malizia    | 0        | 0       | 0           | 0          | 2            | 0            | ?            | ?            | 2        | 0      | 0+          | 0+         |
| C. Osti       | 12       | 0       | ?           | ?          | 5            | 0            | ?            | ?            | 17       | 0      | ?           | ?          |
| L. Pasciullo  | 12       | 0       | ?           | ?          | 9            | 0            | ?            | ?            | 21       | 0      | ?           | ?          |
| E. Perico     | 11       | 0       | ?           | ?          | 5            | 0            | ?            | ?            | 16       | 0      | ?           | ?          |
| O. Piotti     | 30       | 0       | ?           | ?          | 11           | 0            | ?            | ?            | 41       | 0      | ?           | ?          |
| L. Piovanelli | 4        | 0       | ?           | ?          | 0            | 0            | 0            | 0            | 4        | 0      | 0+          | 0+         |
| C. Prandelli  | 29       | 1       | ?           | ?          | 11           | 0            | ?            | ?            | 40       | 1      | ?           | ?          |
| D. Progna     | 22       | 0       | ?           | ?          | 8            | 1            | ?            | ?            | 30       | 1      | ?           | ?          |
| P. Rizzi      | 0        | 0       | 0           | 0          | 2            | 0            | ?            | ?            | 2        | 0      | 0+          | 0+         |
| G. Rossi      | 18       | 0       | ?           | ?          | 6            | 0            | ?            | ?            | 24       | 0      | ?           | ?          |
| G. Strömberg  | 26       | 4       | ?           | ?          | 10           | 1            | ?            | ?            | 36       | 5      | ?           | ?          |